# Akademitsjeskaja (metrostation Moskou)
Akademitsjeskaja (Russisch: Академическая uitspraakⓘ) is een station aan de Kaloezjsko-Rizjskaja-lijn van de Moskouse metro. Het werd geopend op 13 oktober 1962 als onderdeel van het initiële deel van de Kaloezjsko-radius. In de toekomst wordt het een overstapstation via het gelijknamige station aan de Troitskaja-lijn.

## Ligging en inrichting
Het ondiep gelegen zuilenstation ligt op 8,5 meter onder het Hồ Chí Minhplein. Het station kent geen toegangsgebouwen maar is zowel aan de noordkant als de zuidkant van het perron aangesloten op een voetgangerstunnel. De noordelijke heeft vier toegangen, twee aan elke kant van de Straat van de 60e verjaardag van de Oktoberrevolutie, de zuidelijke is met roltrappen met het perron verbonden en heeft eveneens vier toegangen, hier aan de Profsojoeznajastraat. Het station heeft twee rijen van 38 zuilen van gewapend beton die bekleed zijn met marmer, terwijl de vloer bestaat uit grijs graniet. De tunnelwanden langs het spoor werden bekleed met keramische platen in de kleuren blauw, wit en zwart. Het station is een van eersten van het sobere standaard ontwerp dat de bijnaam duizendpoot heeft gekregen. De keramische platen verbrokkelden in de loop der jaren en tussen februari 2002 en begin 2003 werden ze vervangen door aluminiumcomposiet in dezelfde kleuren. Het station is meerdere keren verbouwd; In 1979 werden alle toegangen opnieuw ingericht en verbeteringen voor gehandicapten doorgevoerd. In 1996 werden twee roltrappen vervangen door een roltrap en een trap en in 2005 werden informatieborden aangebracht. In de zomer van 2018 werden de trappen overdekt met metalen toegangsgebouwtjes. Als er geen trein in de tunnel rijdt is het licht van station Profsojoeznaja in de verte te zien.

## Galerij

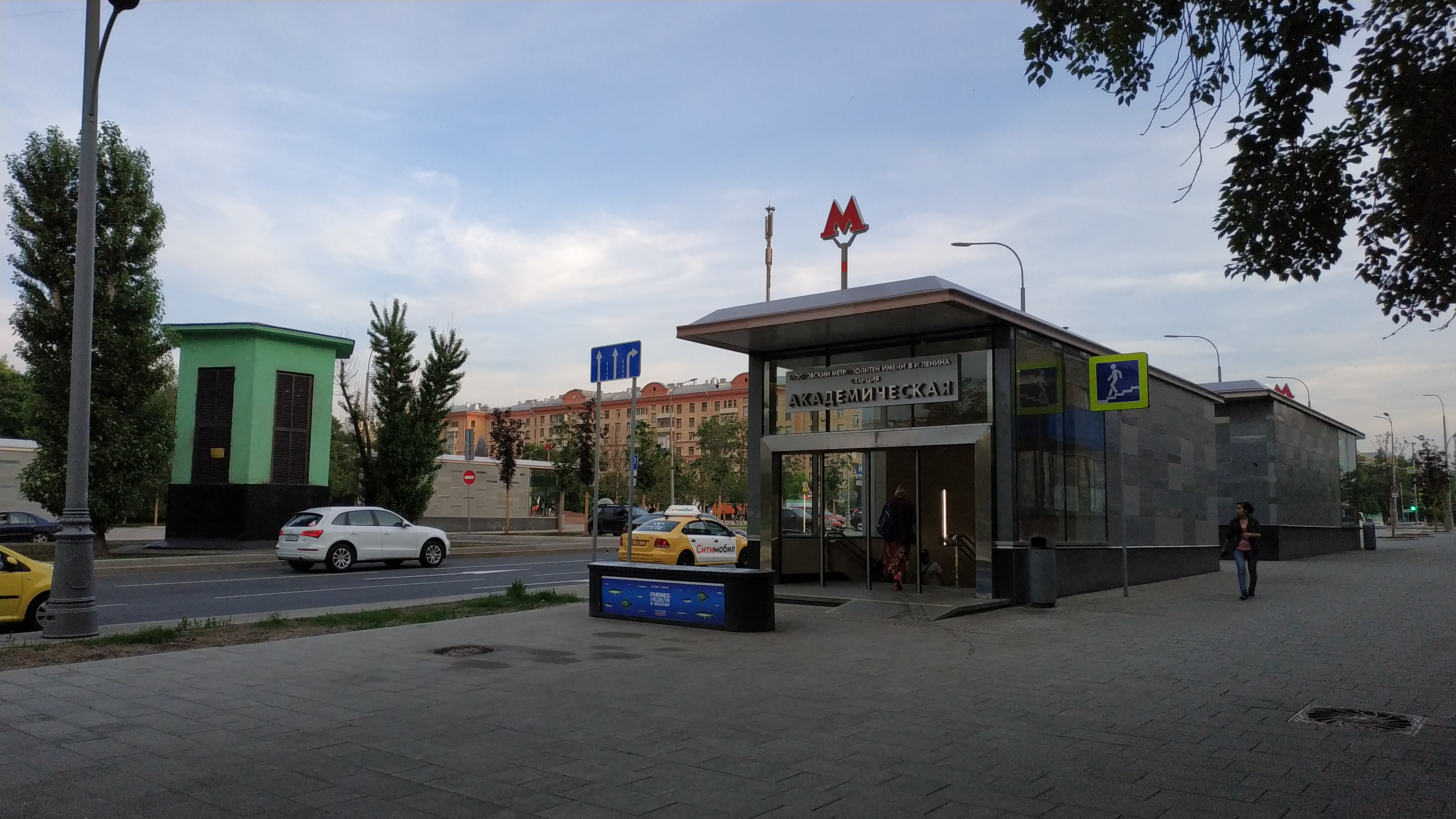
De toegangsgebouwtjes uit 2018
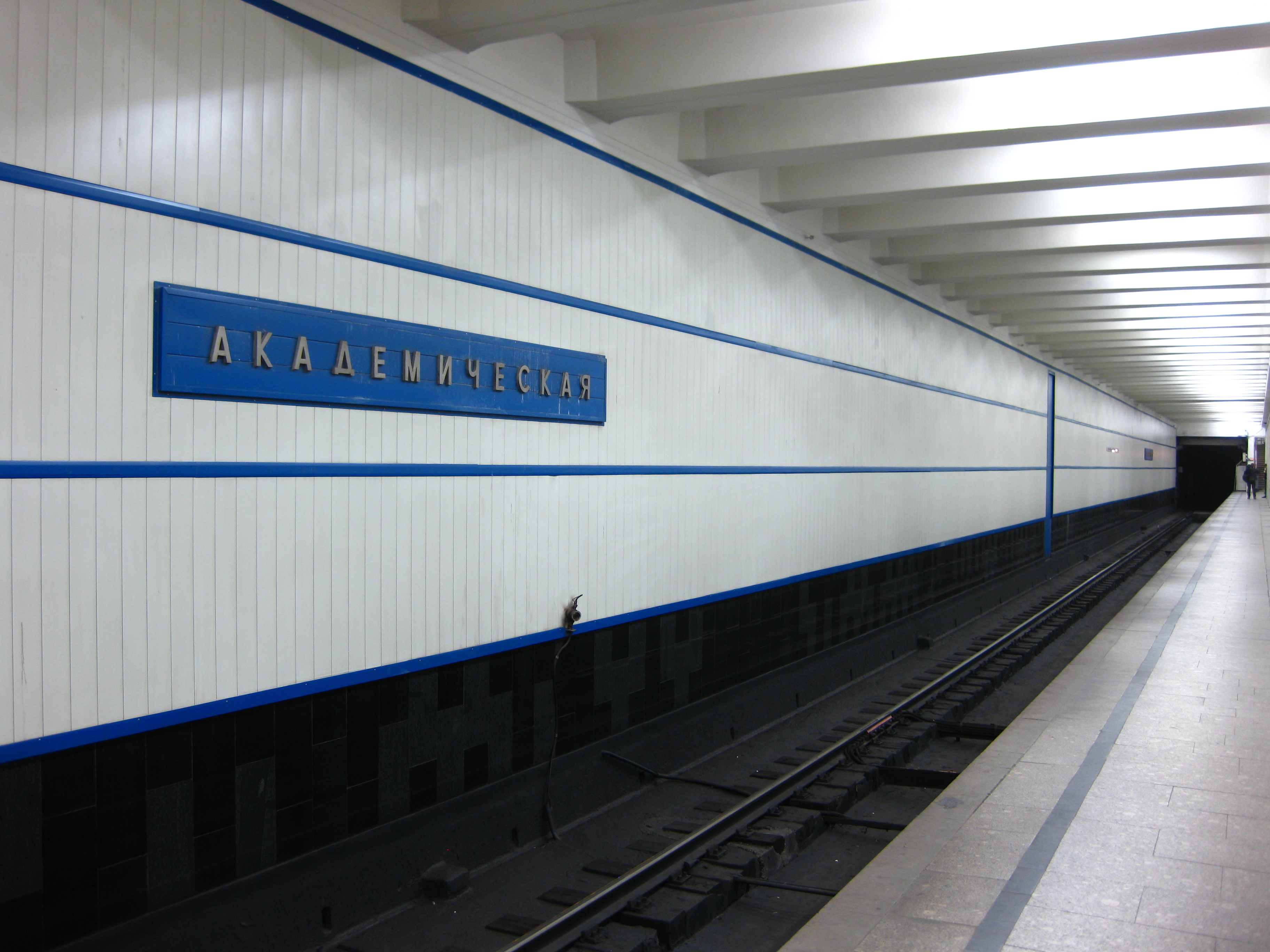
De tunnelwand met aluminiumcomposiet en de stationsnaam
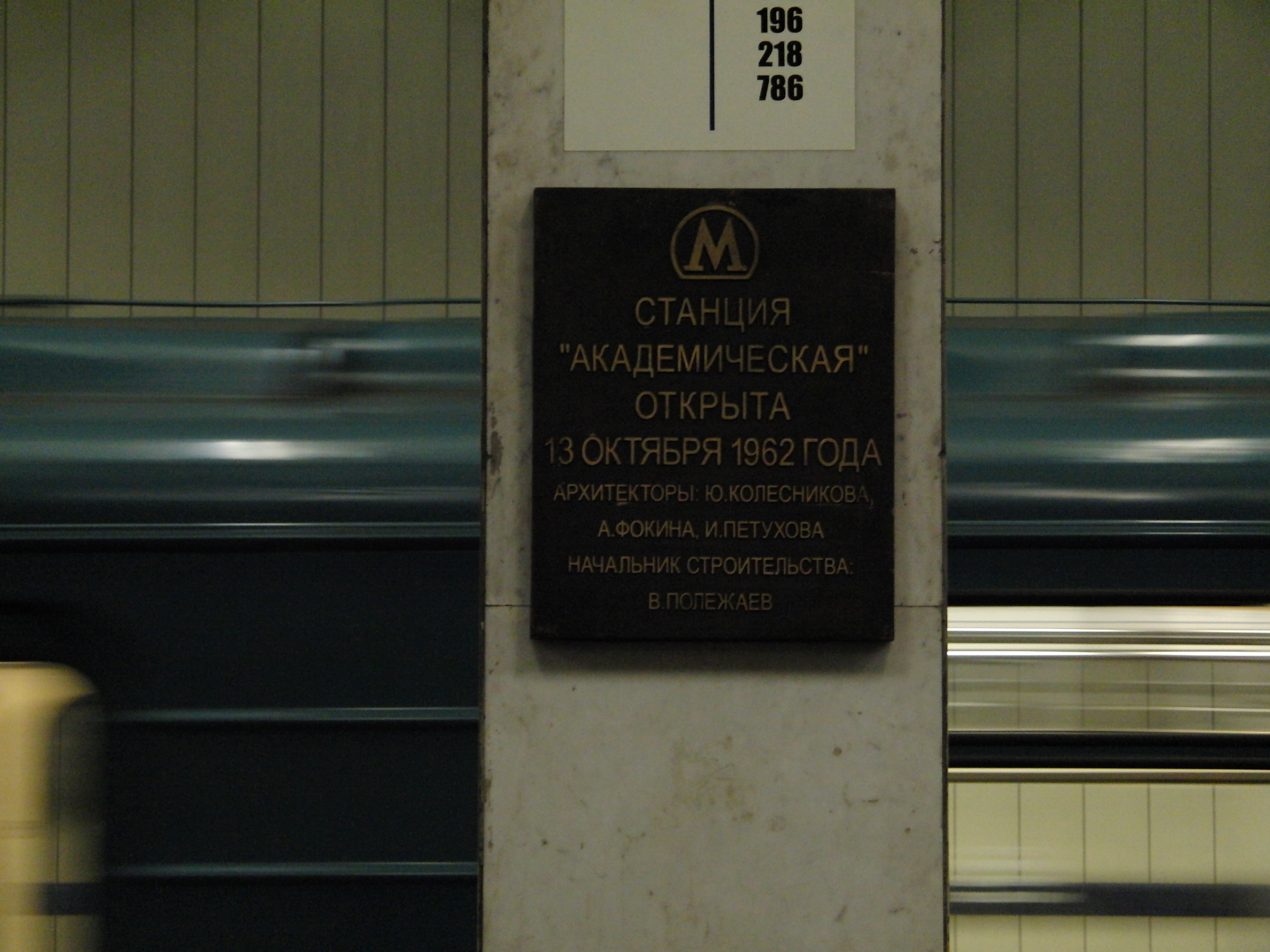
Het officiële naambord van het station